# Virginia Mataix
María Virginia González Mataix (Madrid, 2 de marzo de 1957) es una actriz y escritora española.

## Biografía
Se formó como actriz en el Laboratorio de William Layton en Madrid. Debuta en el cine en 1977 con 20 años, en Abortar en Londres. Alcanzó notoriedad en los años siguientes, trabajando a las órdenes de directores como Antonio del Real, Jordi Grau, Juan Antonio Bardem, Antonio Hernández, Josefina Molina, Mariano Ozores, José María Forqué, Mario Camus, Alfonso Ungría, Luis Alcoriza, Imanol Uribe, Fernando Colomo, Pedro Olea, José Luis Cuerda, Gonzalo Suárez, Manuel Gómez Pereira y José Luis Garci.
Ha participado y protagonizado en algunas películas, entre las que figuran Tigres de papel (1977), Apaga... y vámonos (1981), Siete días de enero (1979), La mano negra (1980), La fuga de Segovia (1981), Pares y nones (1982), Bandera negra (1986), Remando al viento (1988), Todos los hombres sois iguales (1994) y Canción de cuna (1994).
Perteneció al T. E. C. (junto a José Carlos Plaza, Miguel Narros y Arnold Taraborrelli) e interpretó con esta compañía estable de Teatro a La niña de luto, participando en el estreno en España de Así que pasen cinco años (1978), de Federico García Lorca. Protagonizó junto a Julieta Serrano y Florinda Chico bajo la dirección de Gerardo Malla El día que me quieras, de José Ignacio Cabrujas (1982).
Desde los años ochenta centra su carrera esencialmente en el medio televisivo, copresentando el concurso Si lo sé no vengo (1985-1986) junto a Jordi Hurtado en TVE e interviniendo en series como Fortunata y Jacinta, El mayorazgo de Labraz (1983), El jardín de Venus (1984), de José María Forqué, Teresa de Jesús (1984), de Josefina Molina, Para Elisa (1993), La Regenta (1995), de Fernando Méndez Leite y Más que amigos (1997). En 1991 pasa a colaborar como presentadora de la moda y haciendo sketchs en el programa de TVE1 Pasa la vida junto a María Teresa Campos.
En 1992, tiene a su único hijo en contra de los vaticinios de los médicos por padecer una endometriosis que la obligó en numerosas ocasiones al quirófano.
Se aleja de la pantalla para dedicarse a escribir artículos en periódicos como el desaparecido Diario 16 (1982-1988) Levante-EMV o Las Provincias. Escribe Maternidades, libro sobre el hecho de la maternidad en España (publicado en 1996, Planeta) y colabora en Ràdio Nou durante 2002 hasta 2004 en un programa de jazz. En la actualidad escribe como columnista para el diario Levante-EMV de Valencia.
- Datos: Q6163735